# Europe (Brest)
Pour les articles homonymes, voir Europe (homonymie).
Europe est un quartier de la ville de Brest dans le département du Finistère et dans la région Bretagne. 

## Description
Le nom de "quartier de l'Europe" a été donné en 2001 à tout un secteur de Brest, regroupant les quartiers de Pontanezen, de Kerichen, du Dourjacq, de Kergaradeg/l'Hermitage, de Kerbernard/Penn-ar-Creac'h, de Kergonan et de Menez-Paul.
C'est un quartier dense qui est dominé par l'habitat collectif au sud, secteur pavillonnaire dispersé au sud et de zones d'activités. Il totalise 470 hectares dont 200 hectares de zone industrielle et commerciale.
Pontanezen était auparavant un hameau de Lambézellec, et a connu une précédente vie : une caserne y étant implantée au 19è siècle. Pendant la Première Guerre mondiale, entre 120 000 et 140 000 américains séjourneront en permanence dans un camp, qui existera jusqu'en 1919.
Sur dix tours, cinq sont encore présents. La première tour à être démolie, fut la tour Watteau, en 2006, la seconde tour Corot est démolie en 2008, et la tour Puvis-de-Chavanne est démolie en 2009. et la tour Gavarni en 2006.

## Desserte
Le quartier est desservi par les transports en commun de la ville de Brest (lignes A, 14, 15, 16, 17 et 19).